# Allium tripterum
Allium tripterum là một loài thực vật có hoa trong họ Amaryllidaceae. Loài này được Nasir mô tả khoa học đầu tiên năm 1975.